# محطة الماراز للطاقة النووية

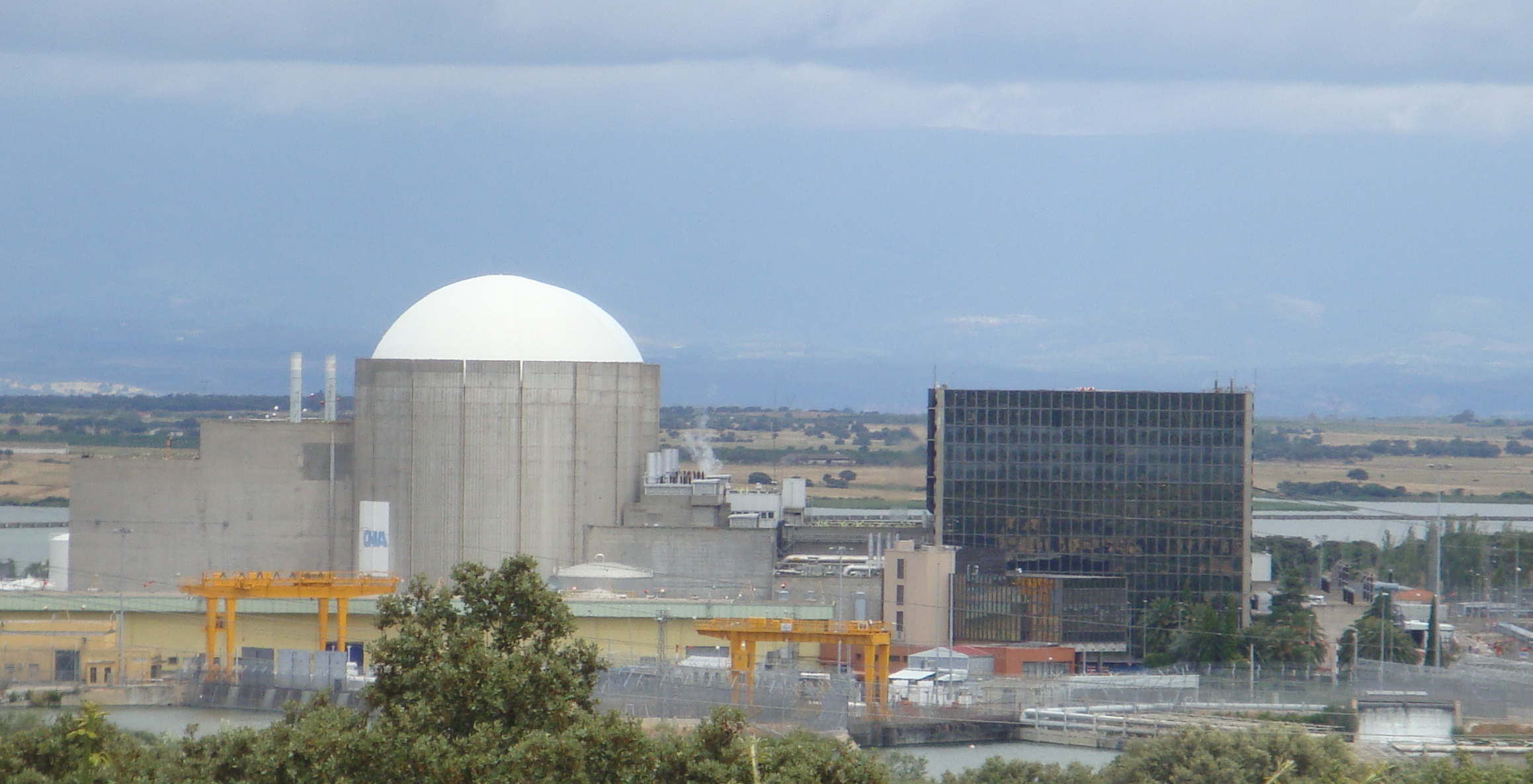
محطة الماراز

موقع أسبانيا على الخريطة

محطة الماراز للطاقة النووية (بالإنجليزي: Almaraz Nuclear Power Plant) محطة الطاقة النووية
في الماراز- إسبانيا, تضم مفاعليين من مفاعلات الماء المضغوط طاقتهما 939 و894 ميغا واط.

## وصلات إضافية
- Nuclear Power Plants - Spain at the Nuclear Tourist website.